# Psilocerea transversa
Psilocerea transversa är en fjärilsart som beskrevs av George Thomas Bethune-Baker 1913. Psilocerea transversa ingår i släktet Psilocerea och familjen mätare. Inga underarter finns listade.